# Cryptographic Message Syntax
Il Cryptographic Message Syntax (CMS) è uno standard IETF per messaggi protetti crittograficamente. Esso può essere usato per firme digitali, digest, autenticazione o cifratura di ogni forma di dati digitali.
Il CMS è basato sulla sintassi del PKCS#7, che a sua volta deriva dallo standard Privacy-Enhanced Mail. La versione più recente del CMS è specificata nel IETF RFC 5652 (vedi anche IETF RFC 5911 per aggiornamenti dei moduli ASN.1 conformi a ASN.1 2002).
L'architettura del CMS è costruita attorno a una gestione delle chiavi basata su certificati, come i profili definiti dal gruppo di lavoro PKIX.
Il CMS è usato come chiave crittografica componente di molti altri standard crittografici, come S/MIME, PKCS #12 e il protocollo RFC 3161 per la marca temporale digitale.
OpenSSL è il software open source che può cifrare, decifrare, firmare e verificare, comprimere e decomprimere documenti CMS.